# Fokolókerék
A fokolókerék a gépkocsik motortuningjához használt alkatrész. Ez egy állítható pozíciójú vezérműkerék. Ennek segítségével a motor tovább hangolható – a  megfelelő bütyökprofil kiválasztásán túl meghatározandó az is, hogyan álljon a dugattyú felső holtpontjában.
A tapasztalat szerint már 1-2 fok eltérés drasztikusan megváltoztatja a motor működését, és ehhez kell igazítani a gyújtást, töltést stb. is.

## Működése
Síkolás (blokk, vezérműtengelyház, hengerfej) miatt a vezérműtengely akár milliméterekkel közelebb kerülhet a főtengelyhez. Ebből az következik, hogy a lánc feszített oldalán többlet keletkezik. Ez ugyanazt a hatást kelti, mint amikor a lánc megnyúlik, csak ahhoz viszonyítva sokkal nagyobb a többlet. Ennek következménye, hogy a vezérműtengely késésben lesz a főtengelyhez képest. A jelentős lánctöbbletet viszont a gyári feszítő patron nem tudja kezelni, ezért meg szokták toldani.
A toldalékot általában olyan hosszúra kell készíteni, hogy a patron teljesen alaphelyzetbe rögzítve éppen feszítse a láncot (természetesen új lánc + feszítő).
Alkalmazható még olyan megoldás is, hogy a Lada Niva 21213-as típusú feszítőjét használják, ami eltérő kialakítású.
Feltehető 1,5-1,6 motorokra az 1,2-1,3-as motorok lánca, ami ugye rövidebb, hisz azok a blokkok alacsonyabbak, ebben az esetben néha vágni kell a patronból.